# Sven Falk
Sven Falk, född 3 december 1907 i Stockholm, död där 2 maj 1993, var en svensk annonstecknare och illustratör.
Han var son till redaktören Sven Falk och Valborg Widlund och från 1944 gift med Anna Kristina Rosendahl.
Falk var anställd som annonstecknare vid Svenska Telegrambyrån i Stockholm. Vid sidan av sitt arbete var han verksam som konstnär och illustratör i tidningspressen. Han medverkade i utställningen Unga tecknare på Nationalmuseum och i samlingsutställningar med Sveriges allmänna konstförening. Hans konst består av figurteckningar och Stockholmsbilder utförda i bläck.